# Blokband

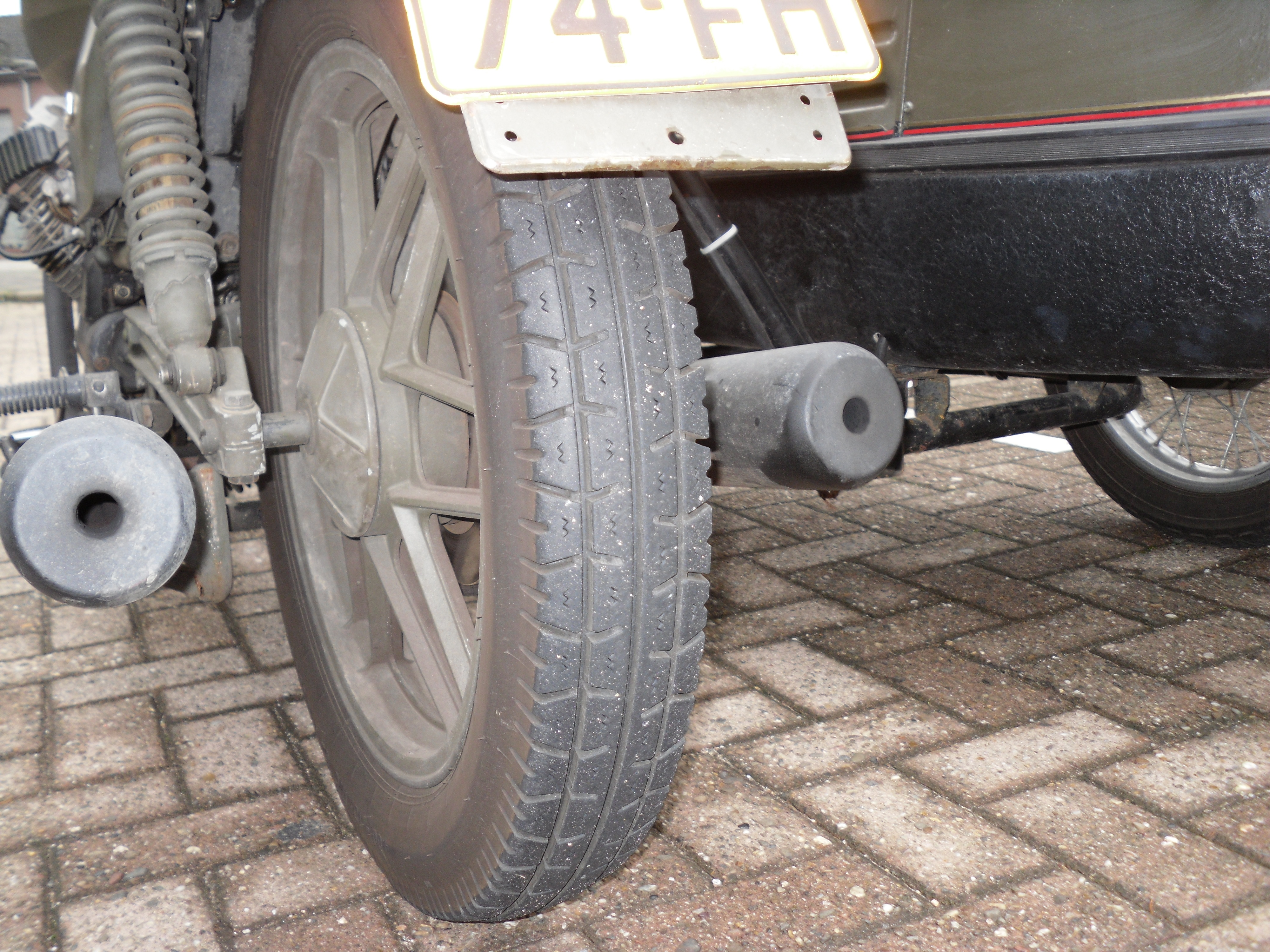
Metzeler blokband

Een blokband is een speciaal voor zijspangebruik geschikte motorband, dankzij het vlakke loopvlak.
Hoewel de meeste zijspancombinaties tegenwoordig op autobanden staan, maken Metzeler en Avon van tijd tot tijd nog een serie blokbanden.